# Titularbistum Aquae Albae in Byzacena
Aquae Albae in Byzacena (ital.: Acque Albe di Bizacena) ist ein Titularbistum der römisch-katholischen Kirche.
Es geht zurück auf einen untergegangenen Bischofssitz in der gleichnamigen antiken Stadt, die in der römischen Provinz Byzacena (Sahelregion Tunesiens) lag.
| Titularbischöfe von Aquae Albae in Byzacena |                            |                                                                  |                    |                 |
| Nr.                                         | Name                       | Amt                                                              | von                | bis             |
| 1                                           | Aimable Chassaigne         | emeritierter Bischof von Tulle (Frankreich)                      | 23. Januar 1962    | 6. April 1962   |
| 2                                           | Paul Chevrier              | emeritierter Bischof von Cahors (Frankreich)                     | 21. August 1962    | 4. Oktober 1968 |
| 3                                           | Ramón Ovidio Pérez Morales | Weihbischof in Caracas (Venezuela)                               | 2. Dezember 1970   | 20. Mai 1980    |
| 4                                           | Anthony Joseph Bevilacqua  | Weihbischof in Brooklyn (USA)                                    | 4. Oktober 1980    | 7. Oktober 1983 |
| 5                                           | Piotr Krupa                | Weihbischof in Koszalin-Kołobrzeg Weihbischof in Pelplin (Polen) | 18. Februar 1984   | 4. März 2024    |
| 6                                           | Piotr Kleszcz OFMConv      | Weihbischof in Łódź (Polen)                                      | 25. September 2024 |                 |